# Шепелев, Сергей Михайлович
Серге́й Миха́йлович Ше́пелев (13 октября 1955, Нижний Тагил, Свердловская область, РСФСР, СССР) — советский хоккеист, тренер. Олимпийский чемпион 1984 года, трёхкратный чемпион мира в составе сборной СССР. Заслуженный мастер спорта СССР (1981).

## Биография
Начинал играть в хоккей в дворовой команде «Олимпия» домоуправления № 9 УВЗ (1965-67). С 1968 года занимался в группе подготовки «Спутника» (тренеры Г. Г. Чистяков, Н. Канаев). В 1972 году — серебряный призёр чемпионата СССР среди юношей.
В 1972—1973 сыграл несколько игр в команде «Высокогорец» и осенью 1973 года перешёл в свердловский «Автомобилист», где в сезоне 1973/74 забил 10 шайб.
В 1974/75 играл за команду СКА (Свердловск) (46 игр, 20 шайб). С 1975/76 по 1978/79 — вновь играл за «Автомобилист», (забил 73 шайбы).
1979/80—1987/88 — играл за «Спартак» (Москва). За 11 сезонов провёл 433 игры и забил 189 шайб. Игровое амплуа — центральный нападающий. Спартаковская тройка Шалимов — Шепелев — Капустин на протяжении нескольких лет входила в сборную СССР. Это звено было ведущим в «Спартаке» и одним из сильнейших в советском хоккее своего времени, составляя достойную конкуренцию знаменитой «армейской» тройке Сергей Макаров — Игорь Ларионов — Владимир Крутов. Сергей Шепелев всегда отличался надёжными действиями в обороне, а также отменными диспетчерскими качествами. При этом весьма результативно действовал в атаке. Выдающимся в его карьере можно считать финальный матч Кубка Канады 1981 года, в котором он забросил три шайбы в ворота сборной Канады, а советская команда одержала блистательную победу со счётом 8:1. По итогам того турнира Сергей Шепелев был включён в пятерку лучших игроков на позиции центрфорварда.
С сентября 1988 по март 1998 года — тренер по хоккею в Японии.
В сезонах 2000/01 и 2001/02 — тренер «Спартака» (Москва) и игрок сборной России (ветераны). По ходу неудачно складывавшегося для «Спартака» сезона 2002/2003 сменил Фёдора Канарейкина на посту главного тренера. Шепелев работал на этой должности до конца сезона 2004/2005.
Два следующих сезона Шепелев проводит в санкт-петербургском СКА вторым тренером, помогая сначала Николаю Соловьёву, потом Борису Михайлову.
Весной 2007 года возглавил екатеринбургский «Автомобилист», который тогда выступал в Высшей лиге. Однако уже в январе 2008 года был уволен.
С 2008 по октябрь 2013 — главный тренер ХК «Югра» (Ханты-Мансийск). Под его руководством клуб стал чемпионом Высшей хоккейной лиги и стал первой командой в России, которой удалось выиграть Братину два раза подряд.
С декабря 2014 года — главный тренер ХК «Адмирал» (Владивосток).
С мая 2015 года — главный тренер ХК «Амур» (Хабаровск), куда его пригласил Александр Могильный
С 04 декабря 2015 года — вице-президент ХК «Амур» (Хабаровск).

## Достижения
- Олимпийский чемпион 1984 г.
- 3-кратный чемпион мира и Европы (1981-83). На ЧМ и ЗОИ — 35 матчей, забросил 16 шайб.
- Обладатель Кубка Канады 1981 г. (автор трёх шайб в финальном матче; вошёл в символическую сборную всех «звёзд»).
- Второй призёр чемпионата СССР. В чемпионатах СССР провёл 453 матча, забросил 189 шайб.

## Награды
- Орден «Знак Почёта» (1981)
- Орден Дружбы народов (1984)

## Статистика (главный тренер)
(данные по работе в Японии не приведены)
Последнее обновление: 02 апреля 2014 года
| Команда        | Турнир-сезон | Регулярный сезон | Регулярный сезон | Регулярный сезон | Регулярный сезон | Регулярный сезон | Регулярный сезон | Регулярный сезон | Регулярный сезон | Плей-офф | Плей-офф | Плей-офф              |
| Команда        | Турнир-сезон | И                | В                | ВО/ВБ            | Н                | ПО/ПБ            | П                | О                | Результат        | В        | П        | Результат             |
| -------------- | ------------ | ---------------- | ---------------- | ---------------- | ---------------- | ---------------- | ---------------- | ---------------- | ---------------- | -------- | -------- | --------------------- |
| Спартак Москва | РСЛ 2002-03  | 32               | 11               | 1                | 3                | 2                | 15               | 40               | 15 место         | -        | -        | Не попали в плей-офф  |
| Спартак Москва | РВЛ 2003-04  | 60               | 53               | 1                | 4                | 0                | 2                | 165              | 1-е на Западе    | 9        | 4        | 2 место               |
| Спартак Москва | РСЛ 2004-05  | 60               | 10               | 0                | 10               | 2                | 38               | 42               | 15 место         | -        | -        | Не попали в плей-офф  |
| Автомобилист   | РВЛ 2007-08  | ?                | ?                | ?                | -                | ?                | ?                | ?                | отставка         | -        | -        | -                     |
| Югра           | РВЛ 2008-09  | 54               | 34               | 6                | -                | 5                | 9                | 119              | 2-е на Востоке   | 12       | 4        | 1 место               |
| Югра           | РВЛ 2009-10  | 42               | 30               | 3                | -                | 4                | 5                | 100              | 1-е на Востоке   | 12       | 5        | 1 место               |
| Югра           | КХЛ 2010-11  | 54               | 22               | 6                | -                | 9                | 17               | 87               | 5-е на Востоке   | 2        | 4        | Вылетели в 1/8 финала |
| Югра           | КХЛ 2011-12  | 54               | 19               | 10               | -                | 6                | 19               | 83               | 8-е на Востоке   | 1        | 4        | Вылетели в 1/8 финала |
| Югра           | КХЛ 2012-13  | 52               | 19               | 7                | -                | 3                | 23               | 74               | 9-е на Востоке   | -        | -        | Не попали             |
| Югра           | КХЛ 2013-14  | 22               | 8                | 0                | -                | 1                | 13               | 25               | отставка         | -        | -        | —                     |
| Адмирал        | КХЛ 2014-15  | 32               | 13               | 3                | -                | 4                | 12               | 49               | 9-е на Востоке   | -        | -        | Не попали             |
| Амур           | КХЛ 2015/16  | 37               | 11               | 3                | -                | 4                | 19               | 43               | перевод          | -        | -        | -                     |